# Reinhold Bauer (Eishockeyspieler)
Reinhold Bauer (* 28. Juli 1950 in Stadl) ist ein ehemaliger deutscher Eishockeyspieler und -trainer, der den Großteil seiner Karriere beim EV Landsberg verbracht hat.

## Karriere
Im Jahr 1971 wechselte Reinhold Bauer auf eigenen Wunsch zum Bundesligisten Augsburger EV, der ihn von seinem Heimatverein Landsberg abwarb. Während seiner zweieinhalbjährigen Spielzeit in Augsburg absolvierte er 70 Spiele, erzielte 21 Tore und gab 33 Vorlagen. Da er jedoch gleichzeitig als Stadtrat in Landsberg tätig war, ließ sich der strenge Trainingsplan der Bundesliga nicht mit seinen beruflichen Verpflichtungen vereinbaren. Aus diesem Grund entschloss er sich, Augsburg zu verlassen. Da Landsberg jedoch nicht in der Lage war, die Ablösesumme zurückzuzahlen, wurde Bauer bis zum Ende der Saison 1973/74 gesperrt. 
Ab der folgenden Saison spielte er bis 1982 weitere acht Jahre in Landsberg. Von 1985 bis 1989 war er Trainer von Landsberg in der zweiten Bundesliga.

### International
Bauer nahm an den Olympischen Winterspielen 1972 mit Deutschland teil und belegte dort den siebten Platz. Des Weiteren spielte der Stürmer bei den Weltmeisterschaften der Jahre 1972 und 1973. Insgesamt absolvierte er 43 Länderspiele und schoss dabei zehn Tore.